# Marga Bult

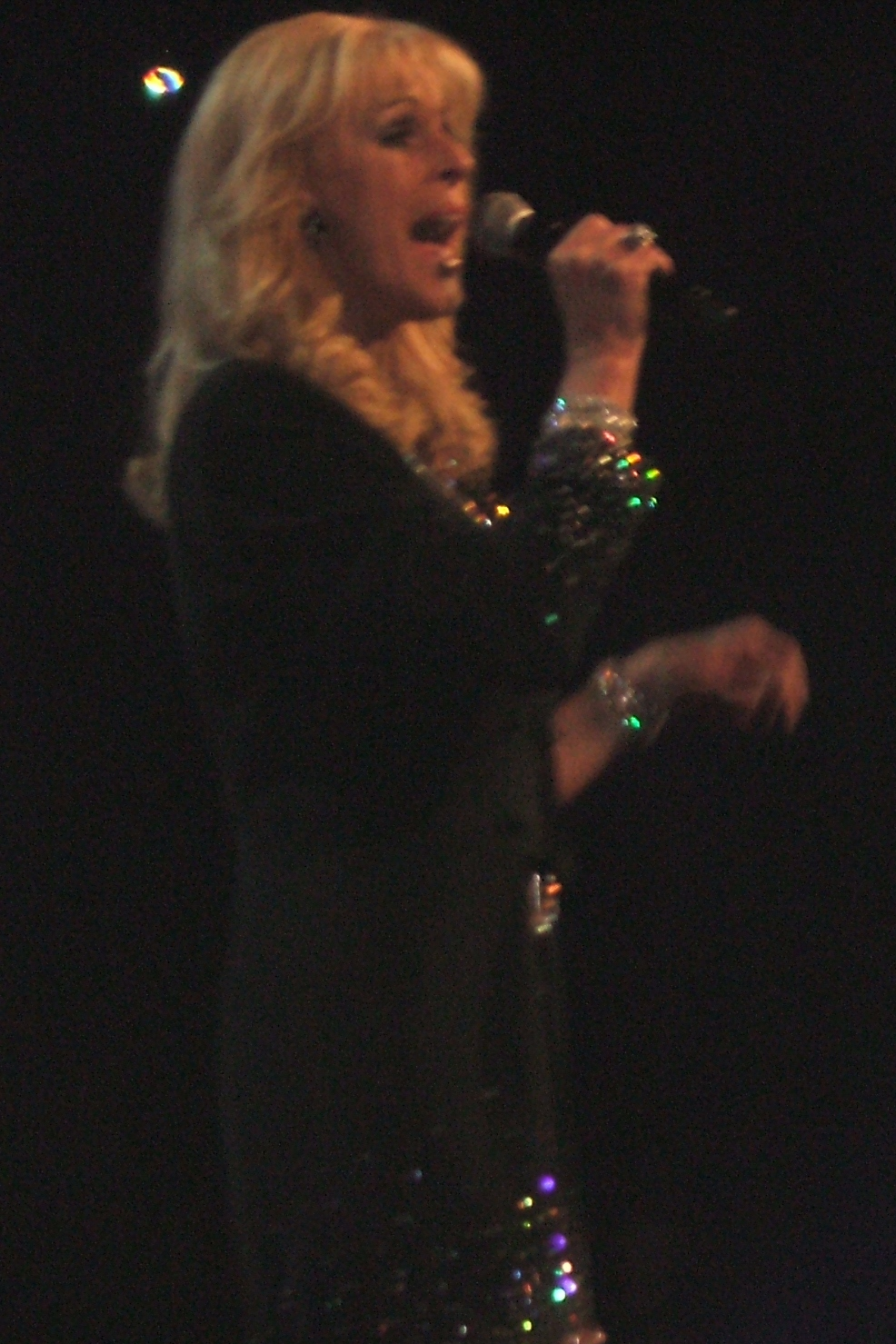
Marga Bult (2011)

Marga Bult (* 2. Juli 1956 in Dinkelland als Margaretha Hendrika Maria Groeneveld) ist eine niederländische Sängerin. 

## Leben und Wirken
Marga Bult war von 1981 bis 1986 Sängerin bei der Girlgroup Babe. Durch die Rundfunkanstalt NOS wurde sie ausgewählt, die Niederlande beim Concours Eurovision de la Chanson 1987 in Brüssel zu vertreten. Sie trat dort mit dem Namen Marcha auf. Mit dem Schlager Rechtop in de wind erreichte sie den fünften Platz. 
In den 1990er Jahren war sie auch als Fernsehmoderatorin beim Regionalsender RTV Oost aktiv. Ab 2000 trat sie zusammen mit Sandra Reemer und Maggie MacNeal als Dutch Divas auf.
Im Frühjahr 2020, als die COVID-19-Pandemie die Niederlande schwer traf und ein Pflegekräftemangel eintrat, arbeitete Bult freiwillig in ihrem früheren Beruf als Krankenschwester im Elisabeth-TweeSteden Ziekenhuis in Tilburg.